# Narrador sospechoso

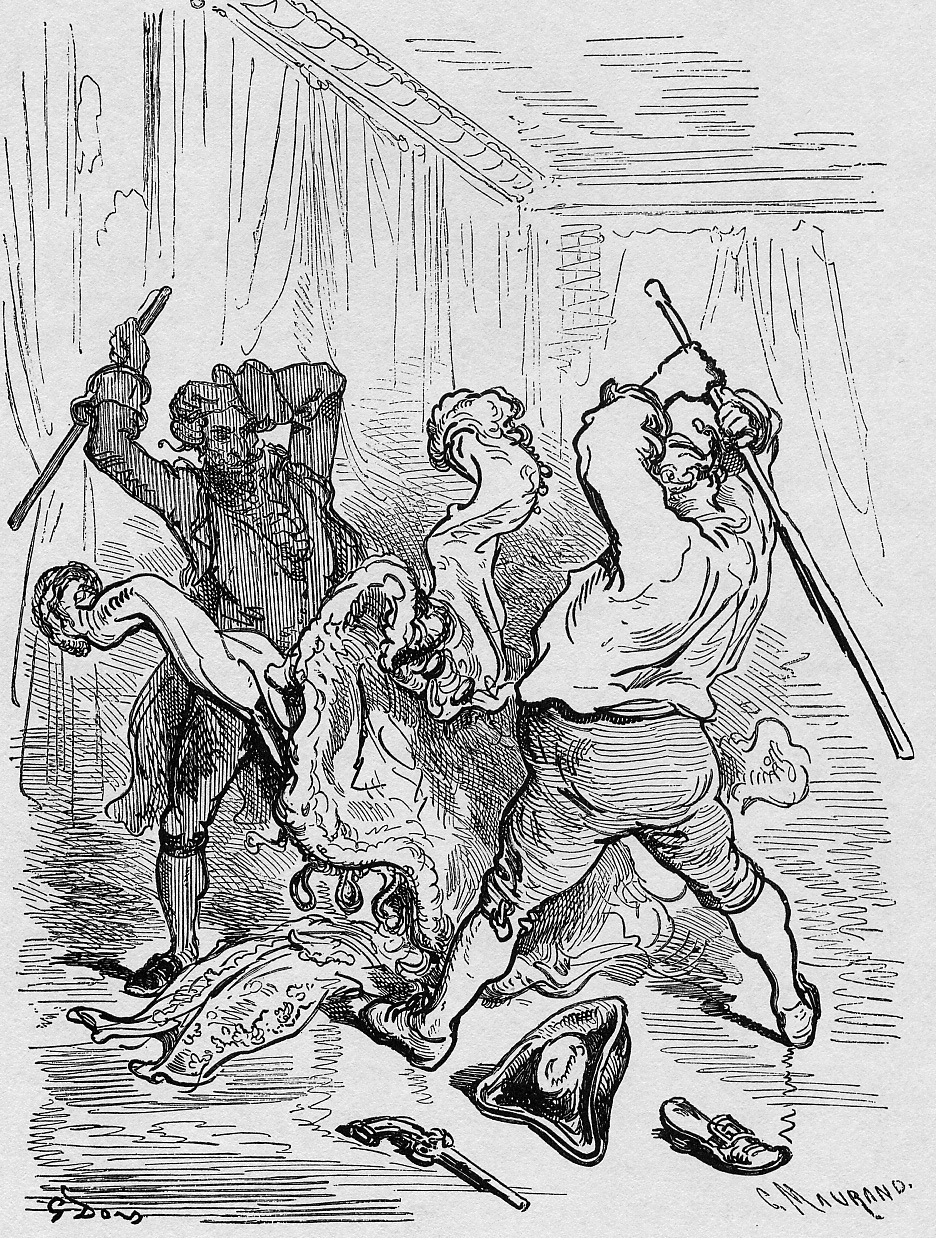
Ilustración por Gustave Doré para el Barón de Münchhausen: historias exageradas, como las del barón, a menudo presentan narradores sospechosos.

Un narrador sospechoso, falible, poco fiable o no fiable es un narrador (ya sea en literatura, cine o teatro) cuya credibilidad está comprometida. El término fue sugerido en 1961 por Wayne C. Booth en La retórica de la ficción. Aunque los narradores no fiables son casi por definición narradores en primera persona, se han hecho argumentos de que también existen aquellos en segunda persona y en tercera persona. En ocasiones la desconfianza en el narrador se hace evidente inmediatamente. Por ejemplo, una historia puede abrir con el narrador reclamando algo claramente falso o ilusorio, o admitir que padece una enfermedad mental. O quizá la historia en sí misma esté en un marco en el cual el narrador aparece como un personaje, con pistas sobre su falta de fiabilidad. Un uso más dramático del mismo retrasa la revelación de información importante hasta el final. Este final sorprendente obliga al lector a reconsiderar su punto de vista y experiencia de la historia. En algunos casos, la poca fiabilidad del narrador nunca es completamente revelada, sino que solo es aludida, dejando a los lectores imaginar hasta qué grado puede creerse lo que explica el narrador y cómo debería ser interpretado.

## Resumen

### Clasificación
Se han hecho intentos para clasificar narradores sospechosos. William Riggan analizó en su estudio tipos discernibles de narradores poco fiables, enfocándose en aquellos que usan primera persona, debido a que son los más usuales. La siguiente lista es una adaptación de su clasificación: 
- El Pícaro: un narrador quien es caracterizado por la exageración y la fanfarronería, el primer ejemplo es probablemente el soldado en la comedia de Plauto, Miles gloriosus. Ejemplos en literatura moderna son El aventurero Simplicíssimus, Moll Flanders y Felix Krull en Confesiones del estafador Felix Krull de Thomas Mann.
- El Loco: Un narrador que padece disociación post-traumática,  despersonalización o alguna enfermedad mental severa, como esquizofrenia o paranoia.

Ejemplos se incluyen en los narradores despersonalizados de Franz Kafka, en la Novela negra y en los narradores "duros" que describen sus emociones poco fiables de la ficción Hard boiled Elliot Alderson de la serie de televisión Mr. Robot y Patrick Bateman en American Psycho.
- El Payaso: Un narrador que no se toma las cosas en serio y juega conscientemente con convenciones, la verdad y con las expectativas del lector.

Ejemplos de este tipo se incluyen en Tristram Shandy y en las Memorias póstumas de Blas Cubas.
- El Ingenuo: Un narrador cuya percepción es inmadura o limitada a través de su punto de vista.

Ejemplos se incluyen en Huckleberry Finn, el Holden Caulfield de El guardián entre el centeno y Forrest Gump.
- El Mentiroso: Un narrador maduro con cierto reconocimiento que deliberadamente se tergiversa a sí mismo, a menudo para ocultar su conducta pasada indecorosa.

John Dowell en la novela de Ford Madox Ford, The Good Soldier, ejemplifica a este tipo de narrador.
Esta tipología no es exhaustiva y no puede pretender cubrir todo el espectro de narración no fiable, ni siquiera en el espectro de la narración en primera persona. Se requiere investigación adicional en esta área.
También hay debate en torno a la existencia única de narradores no fiables en primera persona, aunque la restricción de información a la audiencia de algunas obras, como The Norman Conquests, sugieren narraciones no fiables, sin la existencia necesaria de un narrador.

### Definiciones y enfoques teóricos
Wayne C. Booth fue el primero en formular un enfoque, centrado en el lector, a la narración no fiable e hizo distinciones entre el narrador fiable y el no fiable basado en si el guion del narrador viola las normas y valores generales. Él escribe: "He llamado a un narrador "fiable" cuando habla a favor o en actos de conformidad con las normas del trabajo (que es decir, las normas del autor implícito), y "poco fiable" cuando no lo hace." Peter J. Rabinowitz criticó la definición de Booth por basarse demasiado en hechos extradiegéticos como las normas y efectos, los cuales deben ser contaminadas necesariamente por la opinión personal. Consecuentemente, él modificó el enfoque hacia la narración poco fiable. 

Existen narradores poco fiables (c.f. Booth). Un narrador poco fiable sin embargo, no es simplemente un narrador que no "dice la verdad". ¿Qué actor de ficción dice alguna vez la verdad? Un narrador poco fiable es uno que miente, oculta información, juzga mal con respecto a la audiencia narrativa. Significa, uno cuyas declaraciones son falsas y no por las normas del mundo real o de la audiencia del autor, sino por los estándares de su propia audiencia narrativa […] En otras palabras, todos los narradores ficticios son falsos, ya que son imitaciones. Pero algunos son imitaciones que dicen la verdad, algunos dicen mentiras.

El enfoque principal de Peter J. Rabinowitz es el estado del discurso de ficción en oposición a la facticidad. Él debate las cuestiones de la verdad en la ficción, con lo que existen cuatro tipos de audiencia que sirven como receptores de cualquier obra literaria dada:
1. "Audiencia real": las personas de carne y hueso que leen el libro.
2. "Audiencia autorial": audiencia hipotética a quien el autor dirige su texto.
3. "Audiencia narrativa": audiencia de imitación que también posee conocimiento particular.
4. "Audiencia narrativa ideal": público acrítico que acepta lo que el autor está diciendo.

Rabinowitz sugiere que "En la lectura adecuada de una novela, los eventos que se muestran deben ser considerados tanto "verdaderos" como "falsos" al mismo tiempo. Aunque existen muchas maneras de entender esta dualidad, yo propongo analizar las cuatro audiencias en las cuales se genera". De una manera similar, Tamar Yacobi propuso un modelo de cinco criterios (mecanismos integradores) que determinan si un narrador es confiable o no. En lugar de basarse en la idea del autor implícito y el análisis centrado en el texto de la narración no confiable, Ansgar Nünning brinda evidencia de que la poca confianza en la narrativa puede ser re-conceptualizada en el contexto de teoría del marco y de las estrategias cognitivas del lector. 

[…] para determinar la fiabilidad de un narrador, uno no sólo necesita basarse meramente en juicios intuitivos. No son ni las intenciones del lector no las normas y valores del autor las que proporcionan la clave de la falta de fiabilidad del narrador, sino una amplia gama de señales definibles. Estas incluyen tanto datos textuales como conocimiento conceptual del mundo preexistente en el lector. En resumen, si un narrador es llamado fiable o no, no depende de la distancia entre las normas y valores del narrador y aquellas del autor implícito, sino entre la distancia que separa a la opinión del narrador del mundo y las normas de la normalidad del lector.

La narración no fiable, desde este punto de vista, se convierte en la estrategia pura del lector para que el texto tome sentido, es decir, de las discrepancias de las señales de narración no fiable del narrador. Así, Ansgar Nünning elimina efectivamente la dependencia en los juicios de valor y códigos morales que siempre son tanteados por los gustos y puntos de vista personales. Greta Olson debatió recientemente los modelos tanto de Nünning como de Booth, revelando discrepancias en sus respectivos puntos de vista.

[…] El modelo de texto-inmanente de la fiabilidad del narrador de Booth ha sido criticado por Ansgar Nünning por las discrepancias del rol del lector en la percepción de la fiabilidad y por basarse en el concepto definido de manera insuficiente del autor implícito. Nünning actualiza el trabajo de Booth con una teoría cognitiva de la poca fiabilidad que reside en los valores del lector y su sentido de que una discrepancia existe entre las declaraciones del narrador y las percepciones y otra información incluida en el texto.

Y sugiere "[…] una actualización en el modelo de Booth al hacer implícita la diferenciación explícita entre narradores fiables y no fiables." Olson después argumenta que "[…] estos dos tipos de narradores provocan diferentes respuestas en los lectores, y son mejor descritas usando escalas de fiabilidad y desconfianza." Ella sugiere que todos los textos de ficción que emplean la "no fiabilidad" pueden ser considerados entre el espectro de fiabilidad que comienza con confianza y termina con poca fiabilidad. Este modelo permite todas las escalas de grises entre los polos de confianza y falta de fiabilidad. Como consecuencia, cada lector debe determinar la credibilidad del narrador en un texto de ficción.

### Señales de una narración no fiable
Cualquiera que sea la definición de no fiabilidad que uno siga, existen una serie de señales que constituyen o, al menos, dan una idea acerca de la fiabilidad del narrador. Nünning sugirió dividir estas señales en tres amplias categorías:
- Señales Intratextuales: Cuando el narrador se contradice a sí mismo, cuando no recuerda ciertas cosas o cuando miente a otros personajes.
- Señales Extratexuales: Cuando contradice el conocimiento general sobre el mundo del lector o plantea imposibilidades (dentro de parámetros lógicos).
- Competencia Literaria del Lector: Esta incluye el conocimiento del lector sobre tipos literarios (por ejemplo, personajes típicos que aparecen durante siglos), conocimiento sobre géneros literarios y sus convenciones o recursos estilísticos.

## Ejemplos

### Acontecimientos históricos
Uno de los usos tempranos de la "no fiabilidad" en literatura se presenta en Las ranas, escrita por Aristófanes, cuando después de que el dios Dioniso afirma haber hundido 12 o 13 de los barcos enemigos con Clístenes, su esclavo Jantias dice "Entonces desperté". Un ejemplo más conocido es en la comedia de Plauto, Miles gloriosus (300-200 a. C.) la cual presenta a un soldado que constantemente exalta sus logros mientras su esclavo Artotrogus afirma que las historias son falsas y que él solo las apoya para no pasar hambre. El recurso literario del "narrador no fiable" fue usado en varias historias árabes medievales de Las mil y una noches. En una historia, "Los siete visires", una cortesana acusa al hijo del rey de haberla asaltado, cuando realmente ella había fallado en seducirlo. Siete visires tratan de salvar su vida narrando siete historias para probar la poca fiabilidad de la cortesana, y la cortesana responde narrando una historia para probar la poca fiabilidad de los visires. El recurso del narrador no fiable también es usado para generar suspense en otra de las historias de las "Las mil y una noches", "Las tres manzanas", una de las primeras novelas de misterio. En un punto de la historia, dos hombres afirman ser el asesino, uno de ellos miente. En otro momento de la historia, en un "flashback" mostrando las razones del asesinato, se revela que un narrador no fiable convenció al hombre de la infidelidad de su esposa, lo cual la lleva a su asesinato.
Otro ejemplo antiguo de narración no fiable son Los cuentos de Canterbury, escritos por Geoffrey Chaucer. En "La historia del mercader", el narrador, al no ser feliz en su matrimonio, permite a su sesgo misógino contar la mayor parte de la historia.

### Novelas
Un ejemplo controvertido de narrador sospechoso está presente en la novela de Agatha Christie, El asesinato de Roger Ackroyd, donde el narrador esconde verdades importantes en el texto (principalmente mediante la evasión y omisión) sin mentir abiertamente. Muchos lectores sintieron que el giro del argumento al clímax de la novela nunca fue injustificado. Christie usó el concepto de nuevo en su novela Noche Eterna. Narradores similares aparecen a menudo en thrillers y novelas policiacas, donde incluso un narrador en primera persona puede esconder información esencial y engañar deliberadamente al lector para preservar el final como sorpresa. En algunos casos, el narrador se describe a sí mismo haciendo cosas cuestionables, solo para revelar al final que tales acciones no eran lo que parecían (por ejemplo en la novela de Alistair MacLean "The Golden Rendezvous").
Muchas novelas son narradas por niños, cuya inexperiencia puede cegar el juicio y hacerlos no fiables. En Las aventuras de Huckleberry Finn (1884), la inocencia de Huckleberry Finn lo lleva a cometer juicios excesivamente benéficos hacia otros personajes de la novela. 
Las dos novelas más famosas de Ken Kesey tienen narradores poco fiables. "Chief" Bromden en One Flew Over the Cuckoo's Nest sufre de esquizofrenia, y la manera en la que ve las cosas a menudo incluye crecimiento de objetos y personas, paredes moviéndose, etc. La narración en Sometimes a Great Notion cambia entre varios personajes principales, cuyo sesgo tiende a cambiar las simpatías del lector de una persona a otra, especialmente en la rivalidad entre los personajes Leland y Hank Stamper. Muchas de las novelas de Susan Howatch usan de manera similar esta técnica; cada capítulo es narrado por un personaje diferente y solo hasta después de haber leído a cada uno de los narradores, el lector se da cuenta de que cada narrador tiene sesgos y "puntos ciegos" que hacen que perciba experiencias de manera diferente. 
Humbert Humbert, el personaje principal y narrador de Lolita, escrita por Vladimir Nabokov, a menudo relata la historia de una manera en la que fija su fijación "hebefílica" en niñas, en particular en su relación sexual con su hijastra de 12 años. De forma similar, el narrador de "The End of Alice", A. M. Homes deliberadamente retiene la historia completa del crimen que lo puso en prisión (la violación y homicidio de una niña) hasta el final de la novela.
En la obra de Kingsley Amis, The Green Man,la desconfianza del narrador Maurice Allington altera los límites entre la realidad y la fantasía. An Instance of the Fingerpost, escrita por Iain Pears, también hace uso de varios puntos de vista de narradores, cuyas acciones no son de confianza y entran en conflicto unas con otras.
Mike Engleby, el narrador de Engleby, obra de Sebastian Faulks, lleva al lector a creer una versión de eventos sobre su vida que se va tornando extraña a la realidad.
Zeno Cosini, el narrador de Zeno's Conscience, escrita por  Italo Svevo, es el típico ejemplo de un narrador sospechoso; de hecho, la novela se presenta como diario del mismo Zeno, quien accidentalmente distorsiona los hechos para justificarse. Su psiquiatra, quien publica el diario, afirma en la introducción que es una mezcla de verdades y mentiras.
Pi Patel, el narrador de La vida de Pi, de Yann Martel y publicada 2001, es otro ejemplo de un narrador similar. Después de pasar muchos días a la deriva en el mar, él describe varios eventos y relata a sus rescatistas que compartió su bote salvavidas con una cebra, un orangután, una hiena y un tigre de Bengala (que asesina a la hiena, después de que ésta mate a los otros dos animales). Cuando ellos cuestionan su historia, él da una alternativa, más oscura, pero más creíble, en la cual un marinero y su madre son asesinados por el cocinero del barco, al que Pi asesina más tarde para sobrevivir. Los rescatistas se dan cuenta de la relación entre los animales de su historia original y las personas, la cebra representa al marinero, el orangután representa a la madre de Pi, la hiena al cocinero, y él es el tigre. Cuando Pi señala que ninguna historia es probable y que ninguna altera el resultado (el barco se hunde y su familia muere), los rescatistas escogen creer en la historia con los animales, porque es una mejor historia.

### Cine
Uno de los ejemplos más antiguos del uso del narrador sospechoso en cine es la película muda El gabinete del doctor Caligari, en 1920. En el epílogo de esta película, hay un final sorpresivo que revela que Francis, quien narra la historia, es un paciente de una institución para enfermos mentales y que el flashback que representa la mayor parte de la película, es producto de su imaginación.
La película de cine negro, Detour, de 1945, es narrada desde la perspectiva de un protagonista no fiable quien puede estar tratando de justificar sus actos.
En la película Possessed, de 1947, Joan Crawford es una mujer llevada a un hospital psiquiátrico en estado de shock. Gradualmente, ella relata la historia de cómo llegó a ese lugar a sus doctores, lo cual es narrado a la audiencia a modo de flashbacks. Algunos de ellos resultan ser alucinaciones.
En Rashomon (1950), una película de crimen y drama dirigida por Akira Kurosawa, adaptada de "In a Grove" (1921), se usan múltiples narradores para contar la historia de la muerte de un samurái. Cada uno de los testigos describe los mismos eventos básicos pero difieren en los detalles, afirmando que el samurái murió por accidente, suicidio y asesinato. El término Efecto Rashomon es usado para describir cómo diferentes testigos son capaces de producir distintos puntos de vista del mismo evento con sinceridad. La película no selecciona un narrador "auténtico", todas las versiones son igualmente válidas y sospechadas.
La película Stage Fright (1950), dirigido por Alfred Hitchcock usa el recurso de narración no fiable al presentar un asesinato en un flashback, según lo dicho por el asesino. Los detalles del flashback proveen una explicación que ayuda a convencer al protagonista inocente de la película a ayudar al asesino, creyéndolo inocente.
En la película Forrest Gump (1994), el protagonista narra la historia de su vida, en una parte se refiere inocentemente a Apple Computer como la "compañía de la fruta", asumiendo también que dejar abierta una "herida de un millón de dólares" significaría obtener un beneficio por ella. Él afirma que el padre de Jenny la trataba bien porque "él siempre la estaba besando y tocando, junto a sus otras hermanas".
En la película de 1995 The Usual Suspects, se revela que el narrador ha sido engañado por otro personaje, y por lo tanto, a la audiencia, al inventar historias y personajes. El personaje es mostrado como un débil, humilde y callado criminal pero más tarde se revela que él es el famoso jefe del crimen Keyser Soze.
En Fight Club (1999), se da a conocer que el narrador sufre de un trastorno de identidad disociativo y que algunos de los eventos fueron fabricados, lo que significa que solo uno de los dos protagonistas existe realmente, mientras que el otro se encuentra en la mente del propio narrador.
En A Beautiful Mind (2001), se revela eventualmente que el narrador sufre de esquizofrenia paranoide, y muchos de los eventos que presenció ocurrieron solo en su mente.
En la película de 2007, 300, los acontecimientos de la Batalla de las Termópilas se revelan como una historia contada por Delios, el único de los 300 espartanos sobrevivientes de la batalla. Esto explica la naturaleza inhumana de muchos de los soldados e inmortales persas y la caracterización tiránica del emperador persa Jerjes.
En la película de 2013, El Llanero Solitario, el narrador es rápidamente identificado como sospechoso por un niño asistiendo a un carnaval en 1930, preguntándole sobre los eventos que dieron origen al personaje del salvaje oeste, "Tonto". El niño usa un disfraz que se identifica con el clásico héroe del oeste. Los eventos contados por el narrador apenas siguen una versión alternativa a la de la serie de televisión, pero con nuevas revelaciones y detalles gráficos que se presentan como una serie de flashbacks que retratan los recuerdos del anciano Tonto de los eventos. Con el niño, la audiencia crea sus propios juicios sobre los recuerdos de Tonto.

### Televisión
Como recurso de enlace en la comedia How I Met Your Mother, el personaje principal, Ted Mosby, en el año 2030, cuenta a su hijo e hija los eventos que lo llevaron a conocer a su madre. El creador de la serie Craig Thomas señaló explícitamente, en una entrevista en 2008, que el narrador no es fiable.

### Cómics
En Batman: The Killing Joke de Alan Moore y Brian Bolland, el Joker, quien es el villano de la historia, reflexiona sobre la vida miserable que lo llevó a ser un asesino psicótico. Aunque la versión de la historia del Joker no es inverosímil, él admite al final de The Killing Joke que él mismo no está seguro de lo que sucedió en la historia.
Entre sus primeras apariciones en 2008 y 2010, la identidad humana de Red Hulk, una versión inteligente de Hulk, era un misterio. En Fall of the Hulks: Gamma (2010), Red Hulk es mostrado en un flashback asesinando al General Thunderbolt Ross a petición de Bruce Banner (la identidad humana de Hulk), con quien él ha formado una alianza. Sin embargo, en World War Hulks (2010), se revela que el flashback era falso cuando, durante una batalla con Red She-Hulk, Red Hulk se convierte a su forma humana, revelando al General Ross mismo.

## Obras notables con narradores sospechosos

### Literatura
- Time's Arrow de Martin Amis.[32]
- Yo el Supremo de Augusto Roa Bastos.
- Cumbres Borrascosas de Emily Brontë.[33]
- Illywhacker de Peter Carey.[34]
- Rebecca de Daphne du Maurier
- Wise Children de  Angela Carter.[35]
- Los cuentos de Canterbury de  Geoffrey Chaucer.
- La piedra lunar de Wilkie Collins.[36]
- American Psycho de Bret Easton Ellis.[37]
- El ruido y la furia de William Faulkner.[1]
- El buen soldado de Ford Madox Ford.[38]
- El tambor de hojalata de  Günter Grass.
- When We Were Orphans de  Kazuo Ishiguro.[39]
- The Turn of the Screw de Henry James.[40]
- The Horned Man de James Lasdun.[41]
- Gentlemen Prefer Blondes de Anita Loos.[42]
- Pale Fire y Lolita de Vladimir Nabokov.[43]
- Barney's Version de  Mordecai Richler.[44][45][46]
- The Catcher in the Rye de J. D. Salinger.[47]
- The Book of the New Sun de Gene Wolfe.[48]
- Hijos de la medianoche de Salman Rushdie.[49]
- La suerte de Barry Lyndon de  William Thackeray.
- Yo, Claudio de Robert Graves.
- Fight Club de  Chuck Palahniuk.
- Trenza del mar esmeralda de  Brandon Sanderson.

### Cine
- Amarcord dirigida por Federico Fellini.[50]
- Big Fish dirigida por Tim Burton.[51]
- El gabinete del doctor Caligari dirigida por Robert Wiene.[52]
- Fight Club dirigida por David Fincher.[53]
- Forrest Gump dirigida por Robert Zemeckis.[54]
- Hero (2002) dirigida por Zhang Yimou.[55]
- Memento dirigida por Christopher Nolan.
- Rashomon dirigida por Akira Kurosawa.[56]
- Perdida dirigida por David Fincher.
- El viaje a ninguna parte dirigida por Fernando Fernán-Gómez.